# Catedral basílica de Santa Marta
La Catedral Basílica Menor de Santa Marta o Parroquia del Sagrario y San Miguel es un templo católico de estilo renacentista situado en el centro histórico de Santa Marta, Colombia. Fue la primera construida en jurisdicción eclesiástica en América del Sur. En el siglo XIX, albergó durante 12 años los restos de Simón Bolívar. Desde 1953 alberga los restos de Rodrigo de Bastidas, el fundador de la ciudad. Sin embargo la iglesia más antigua de Colombia es la iglesia de San Francisco en Bogotá, construida entre 1557 y 1560

## Historia
Fue construida en los años 1760 por iniciativa del obispo Nicolás Gil Martínez Malo y del gobernador Andrés Pérez. Estos le encomendaron los planos al arquitecto Juan Cayetano Chacón, delineador de los Reales Ejércitos. La primera piedra se puso el 8 de diciembre de 1766. En 1830, el cuerpo de Simón Bolívar fue enterrado en una bóveda en la que duró hasta 1842, cuando fue trasladado a Caracas.  En este templo se encuentran los restos del fundador de la ciudad, Rodrigo de Bastidas, que en 1953 fueron trasladados a Santa Marta desde la República Dominicana.

## Arquitectura
En la fachada se destaca a la izquierda una torre rectangular con un campanario en su parte superior. A este se suma una cúpula al fondo del templo, lo que le da su estilo renacentista. La estructura está sostenida por gruesas columnas. La torre del reloj tiene en su parte superior de la cúpula de estilo bizantino única en Colombia. La planta se distribuye en tres naves, de las cuales la central es más ancha que las laterales. El crucero es tan ancho como la nave central.

## Galería

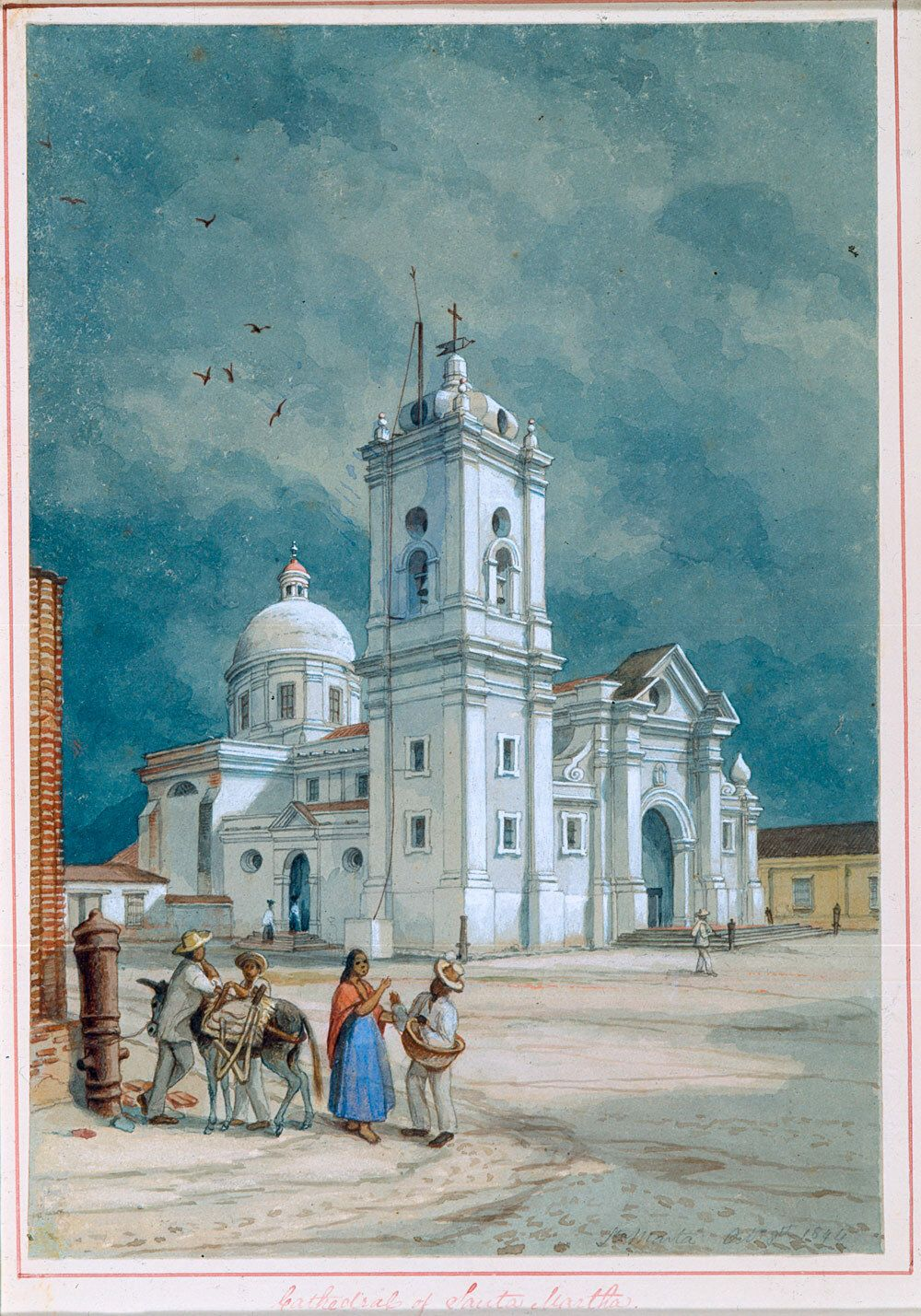
Acuarela de 1844 de Edward W. Mark
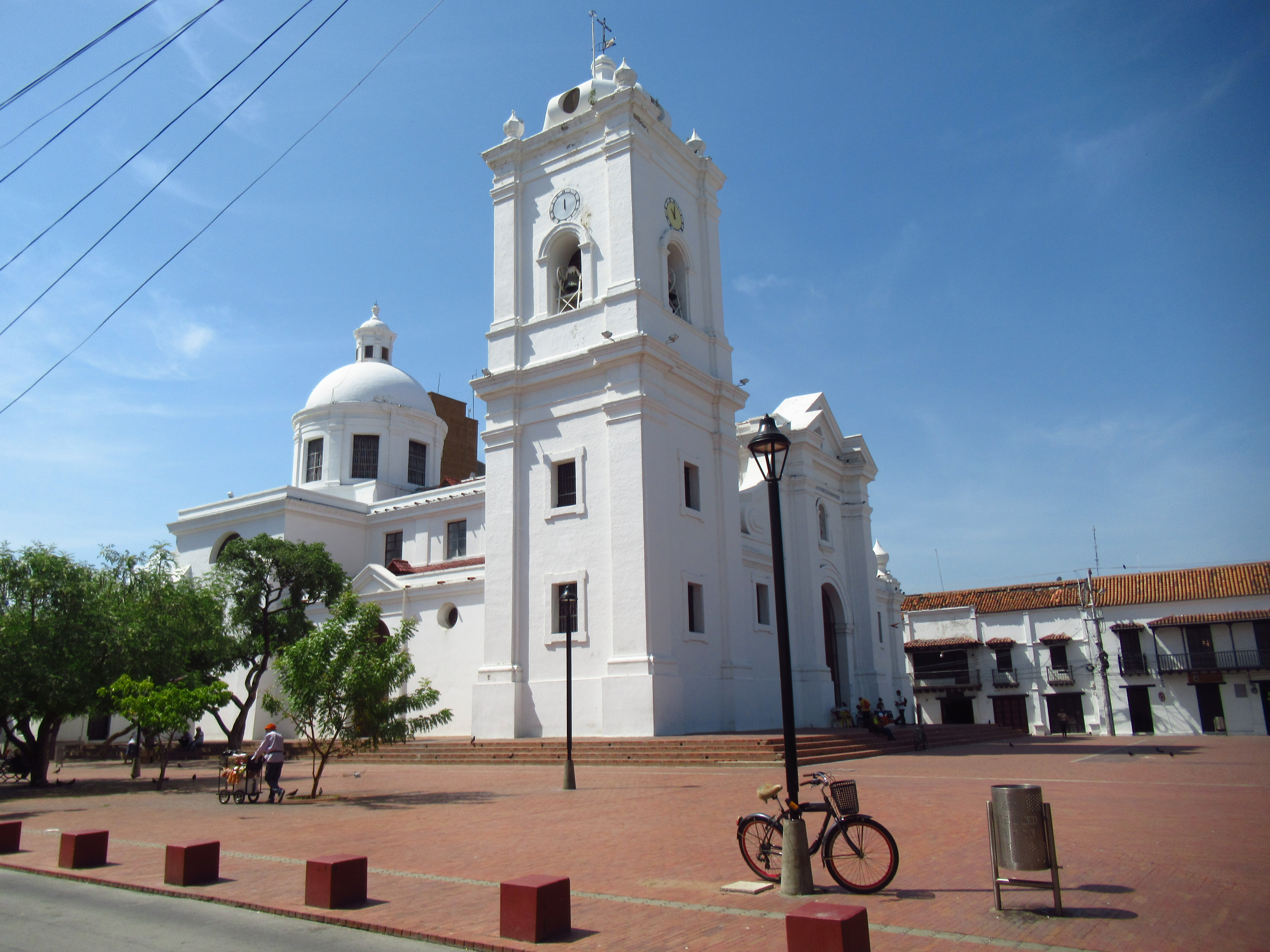
Vista lateral
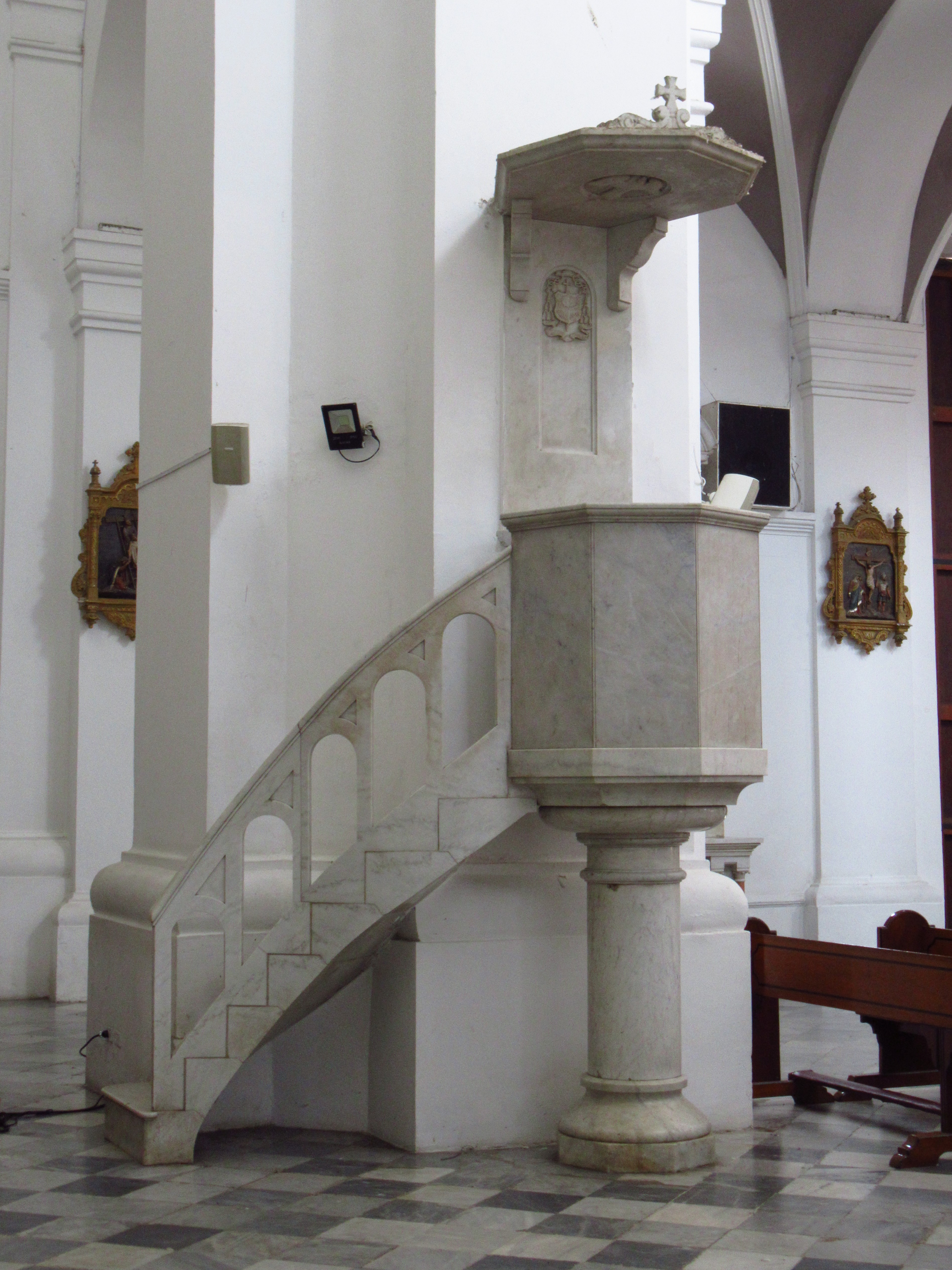
Púlpito
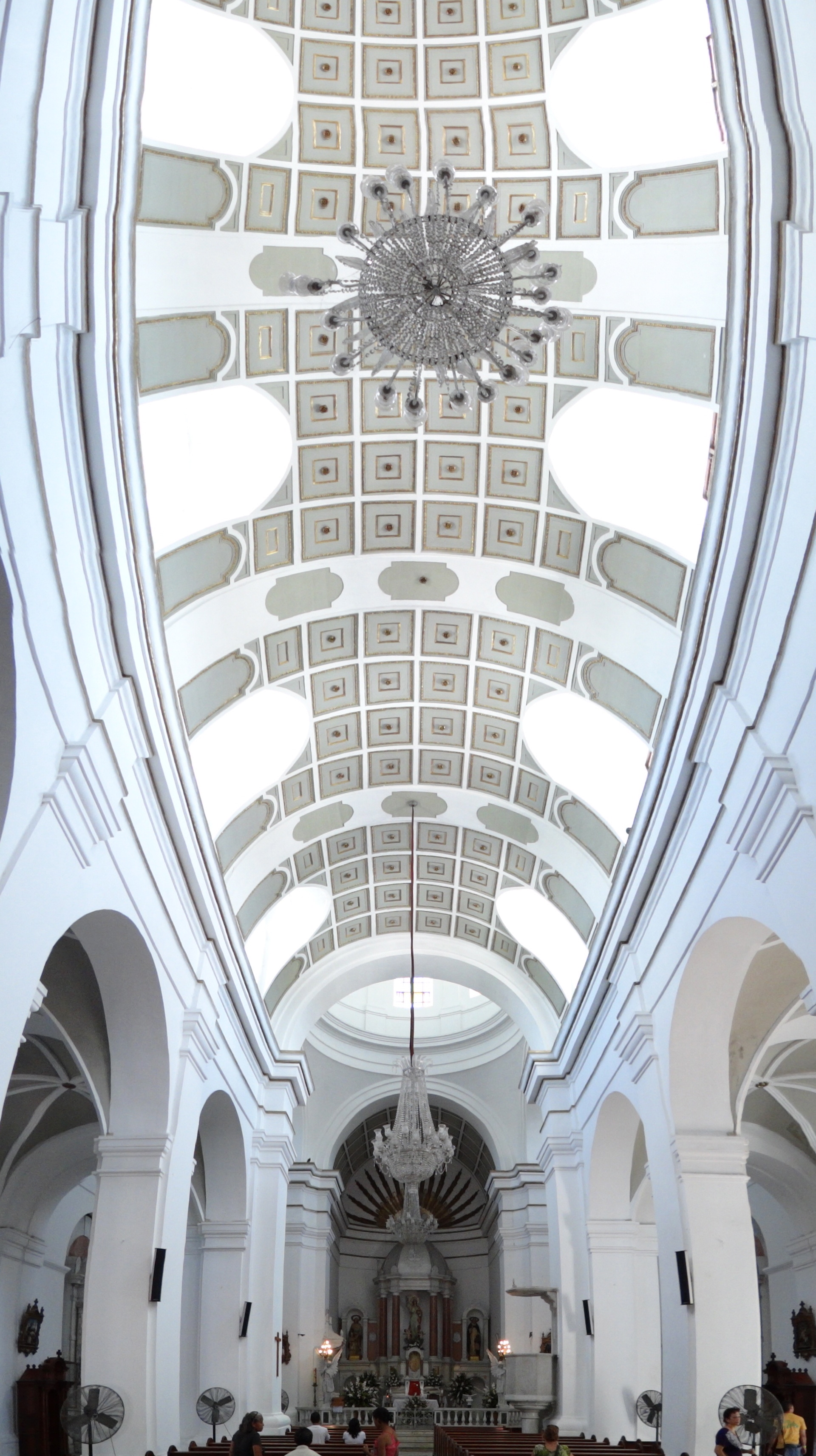
Altar y techo
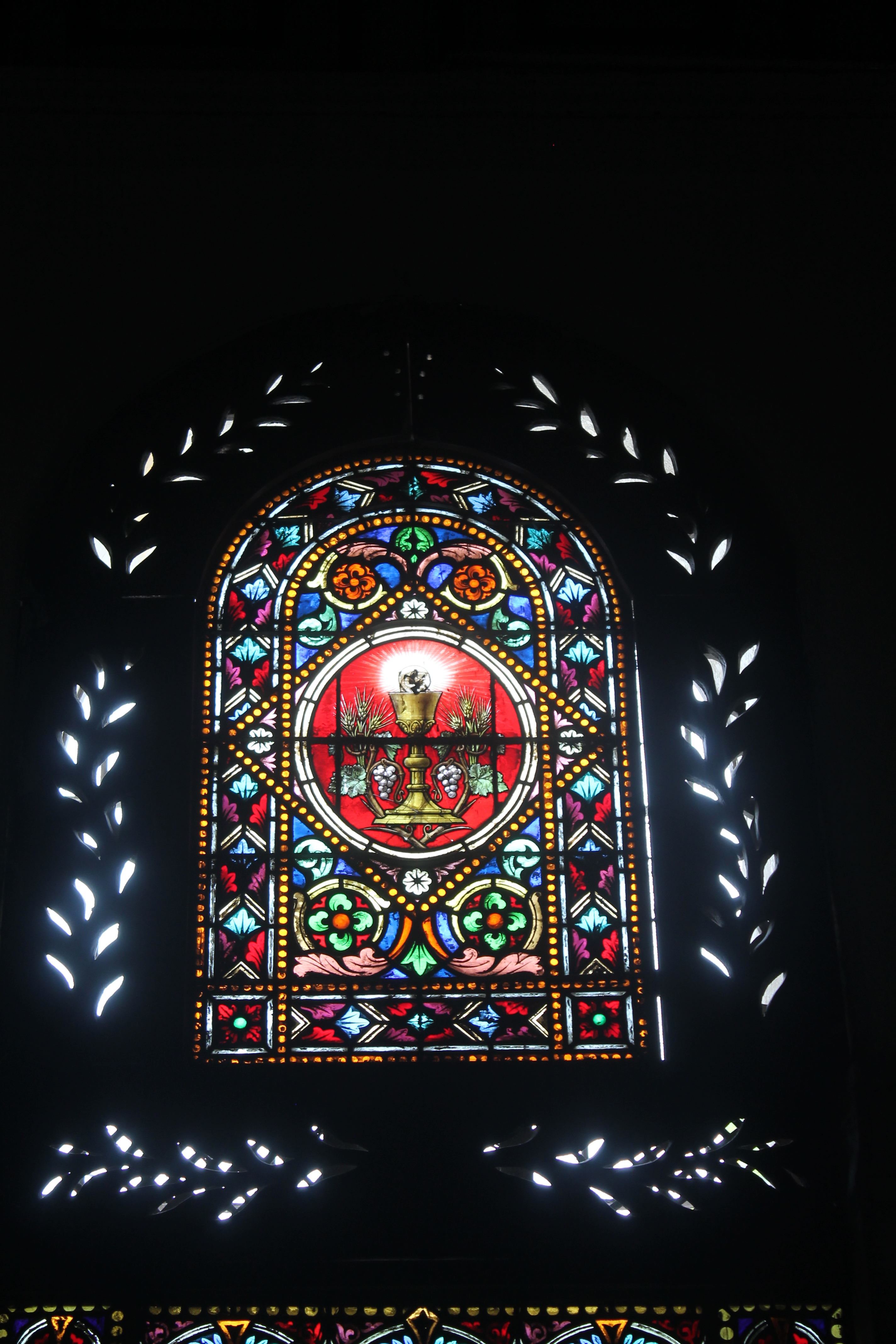
Vitral
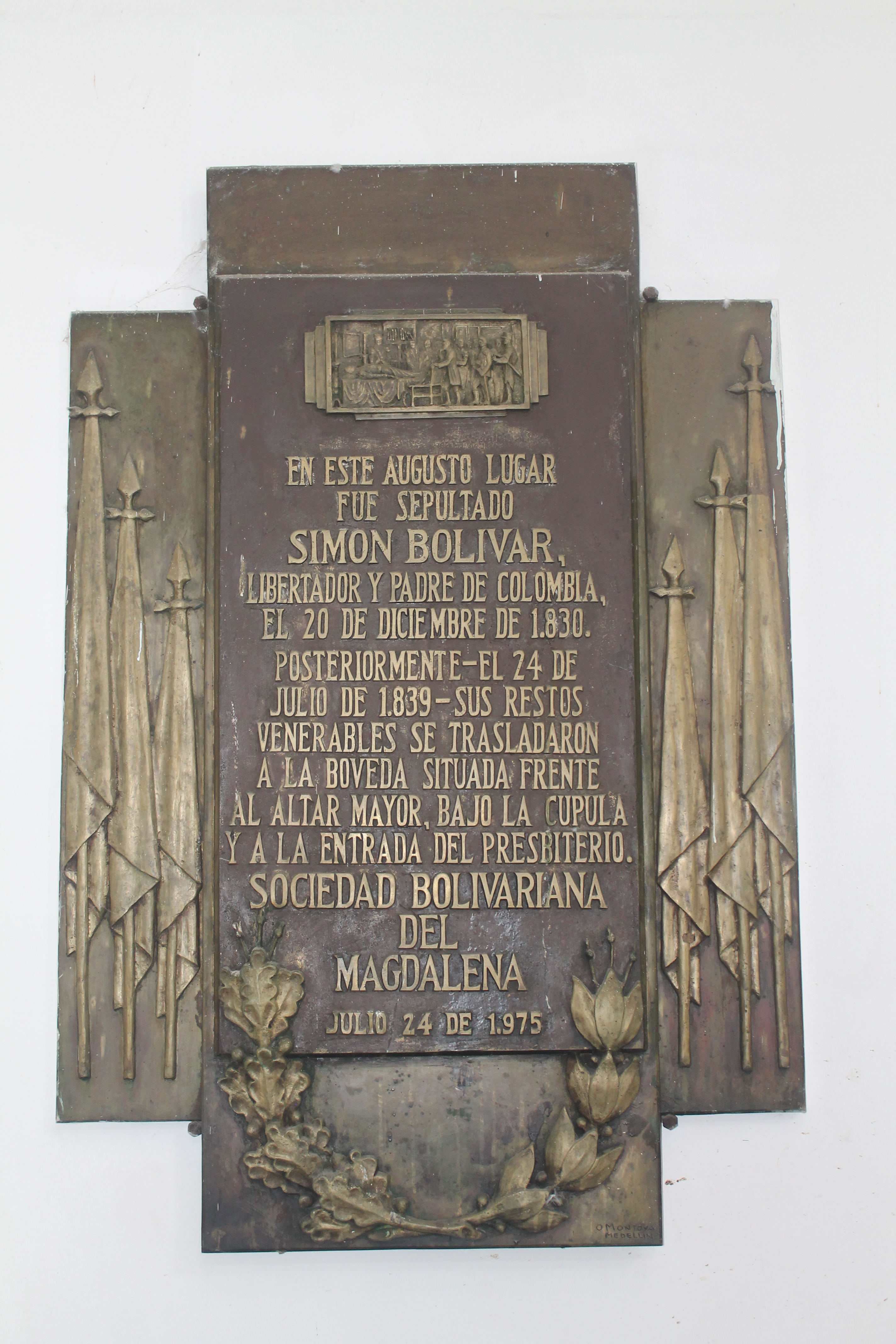
Antigua sepultura de Bolívar